# Difusió àmplia

En Informàtica, la difusió àmplia, difusió ampla o broadcast, és una forma de transmissió d'informació on un node emissor envia informació a una multitud de nodes receptors de manera simultània, sense necessitat de reproduir la mateixa transmissió node per node.

## Difusió en xarxes IPv4
El protocol IP en la seva versió 4 (IPv4) també permet la difusió de dades. En aquest cas no existeix un mitjà de transmissió compartit, no obstant, se simula un comportament similar.
La difusió en IPv4 no es realitza a tots els nodes de la xarxa perquè col·lapsarien les línies de comunicacions a causa que no existeix un mitjà de transmissió compartit. Solament és possible la difusió a subxarxes concretes dins de la xarxa, generalment, aquelles sota el control d'un mateix enrutador. Per a això existeixen dues modalitats de difusió:

### Difusió àmplia limitada (limited broadcast)
Consisteix a enviar un paquet de dades IP amb l'adreça 255.255.255.255. Aquest paquet solament aconseguirà als nodes que es troben dins de la mateixa xarxa física subjacent. En general, la xarxa subjacent serà una LAN o un segment de la LAN.

### Multidifusión (multicast)
La multidifusió utilitza un rang especial d'adreces denominat “rang de classe D”. Aquestes adreces no identifiquen nodes sinó xarxes o subxarxes.
Quan s'envia un paquet amb una adreça de multidifusió, tots els encaminadors intermedis es limiten a re-enviar el paquet fins a l'encaminador d'aquesta. Aquest últim s'encarrega de fer-ho arribar a tots els nodes que es troben en la subxarxa.
Aquella adreça que té tots i cadascun dels bits de la part d'adreça de màquina amb valor 1 és una adreça de multidifusió. Per exemple, en una xarxa 192.168.11.0/24, l'adreça de broadcast és 192.168.11.255. El valor de host 255 en 192.168.11.255 es codifica en binari amb els seus vuit bits a 1: 11111111.
La multidifusió s'utilitza únicament com a experiment. Existeix una proposta d'implementació de videoconferència utilitzant multidifusión, no obstant això, s'han estandarditzat altres mecanismes (H.323).

## Difusió en xarxes IPv6
La difusió en IPv6 ha demostrat tenir bastant utilitat en la pràctica. Per això, la nova versió 6 de la Internet Protocol ha optat per un altre esquema per simular la difusió:

### Multidifusió (multicast)
La multidifusió és sensiblement diferent en IPv6 respecte a IPv4. Un paquet de multidifusió no està dirigit necessàriament a una xarxa o subxarxa, concepte que no existeix en IPv6, sinó a un grup de nodes predefinit compost per qualsevol equip en qualsevol part de la xarxa.
El node emissor emet el seu paquet a una adreça de multidifusió com si es tractés de qualsevol altre paquet. Aquest paquet és processat per diversos encaminadors intermedis. Aquests encaminadors utilitzen una taula de correspondència que associa cada adreça de multidifusió amb un conjunt d'adreces reals de nodes. Una vegada determinades aquestes adreces, retransmet una còpia del paquet a cadascun dels nodes interessats.
Per construir aquestes taules de correspondència, és necessari que cada node receptor es registri prèviament en una adreça de multidifusió.
Les adreces de multidifusió comencen per FF00 (en hexadecimal). A diferència de IPv4, la implementació de la multidifusió és obligatòria pels encaminadors. La seva aplicació pràctica està en la videoconferència i telefonia.

### Difusió a una de diverses (anycast)
La difusió anycast és similar a la multidifusió. La diferència radica que no cal que el paquet arribi a tots els nodes del grup, sinó que se selecciona un en concret que rebrà la informació.
La utilitat d'aquest tipus de difusió pot ser augmentar la disponibilitat d'un servei, el descobriment de serveis a la xarxa i el repartiment de càrrega de còmput entre diversos nodes.

## Aplicacions pràctiques de la difusió
La difusió d'informació és útil per a dos tipus d'escenaris:
- Quan el node emissor no coneix com és el node destinatari. L'aplicació més comuna és el descobriment automàtic de serveis en una xarxa. D'aquesta manera, l'usuari no té per què conèixer per endavant l'adreça del servidor que proporciona un determinat servei.
- Quan el node emissor necessita enviar la mateixa informació a múltiples receptors. És el cas de la videoconferència i el streaming.

El broadcasting pot ser utilitzat per generar un atac de denegació de servei (o atac DOS). L'atacant envia falsos paquets de peticions ping amb la IP font del computador de la víctima. El computador víctima és inundat per les respostes de tots els computadors del domini.